# Шубин, Федот Иванович
Федо́т Ива́нович Шу́бин (при рождении Шубной; 17 (28) мая 1740, дер. Тючковская, Двинской уезд, Архангелогородская губерния — 12 (24) мая 1805, Санкт-Петербург) — русский скульптор, крупнейший мастер портретной скульптуры русского классицизма второй половины XVIII века. Академик (с 1774) и профессор (с 1794) Императорской Академии художеств.

## Биография
Родился в деревне Тючковская Архангелогородской губернии. Сын крестьянина Ивана Афанасьевича Шубного (1704—1759), потомственного поморского мастера резьбы по моржовой кости. С помощью М. В. Ломоносова, жившего по-соседству и первым наставником которого был отец Федота, молодой Шубин уехал учиться в Санкт-Петербург и смог поступить в Императорскую Академию художеств.
Окончил Академию художеств в 1766 году по классу французского «орнаментного скульптора» Н. Ф. Жилле с большой золотой медалью. После этого учился, вместе с А. А. Ивановым, в Париже (1767—1770) у скульптора французского неоклассицизма Жана-Батиста Пигаля и в Риме (1770—1772) у английского скульптора-портретиста Дж. Ноллекенса. По возвращении Екатериной II было повелено «никуда Шубина не определять, а быть при особе Ея Императорского Величества».
В 1774 году ему присвоено звание академика.
В 1803 году по указу Александра I Шубина назначили адъюнкт-профессором с жалованием по штату.
Умер Ф. И. Шубин 12 (24) мая 1805 года в Петербурге, не дожив нескольких дней до своего 65-летия.
Академия художеств отказала его вдове в пенсии «по причине кратковременного служения её покойного мужа».
Был похоронен на Смоленском православном кладбище. В октябре 1931 года останки Ф. И. Шубина были перенесены в Александро-Невскую лавру на Лазаревское кладбище — Некрополь XVIII века.

## Работы
См. такжеГалерея работ Федота Шубина на Викискладе
Шубин работал в основном с мрамором, очень редко обращался к бронзе. Был также мастером-косторезом холмогорской резной кости.
Произведения Шубина — одно из ярчайших явлений русского классицизма. Большинство его скульптурных портретов были исполнены в форме бюстов и, по отзывам современников, отличались феноменальным сходством с оригиналами. Благодаря работам Шубина, наши современники имеют исчерпывающее представление о внешнем облике десятков крупнейших деятелей Российской империи второй половины XVIII века. Это многочисленные скульптуры Екатерины II (в том числе — статуя в образе законодательницы), Павла I, Александра I, светлейшего князя Г. А. Потёмкина-Таврического, фельдмаршала графа П. А. Румянцева-Задунайского, генералиссимуса графа А. В. Суворова-Рымникского, князя Италийского, М. В. Ломоносова, основателя Московского университета и Академии художеств И. И. Шувалова, всех пятерых братьев Орловых: светлейшего князя Григория Орлова, графа Ивана Орлова, графа Алексея Орлова-Чесменского, генерал-аншефа Фёдора Орлова и графа Владимира Орлова, фельдмаршала князя Н. В. Репнина, фельдмаршала графа З. Г. Чернышёва, канцлера светлейшего князя А. А. Безбородко, вице-канцлера князя А. М. Голицына, президента Академии художеств И. И. Бецкого, министра народного просвещения графа П. В. Завадовского, адмирала В. Я. Чичагова, генерала И. И. Михельсона и многие другие.
Шубин работал не только как портретист, но и как декоратор, создав 58 мраморных исторических портретов для Чесменского дворца (1771—1775), 42 скульптуры для Мраморного дворца (1775—1785) и пр.

## Галерея

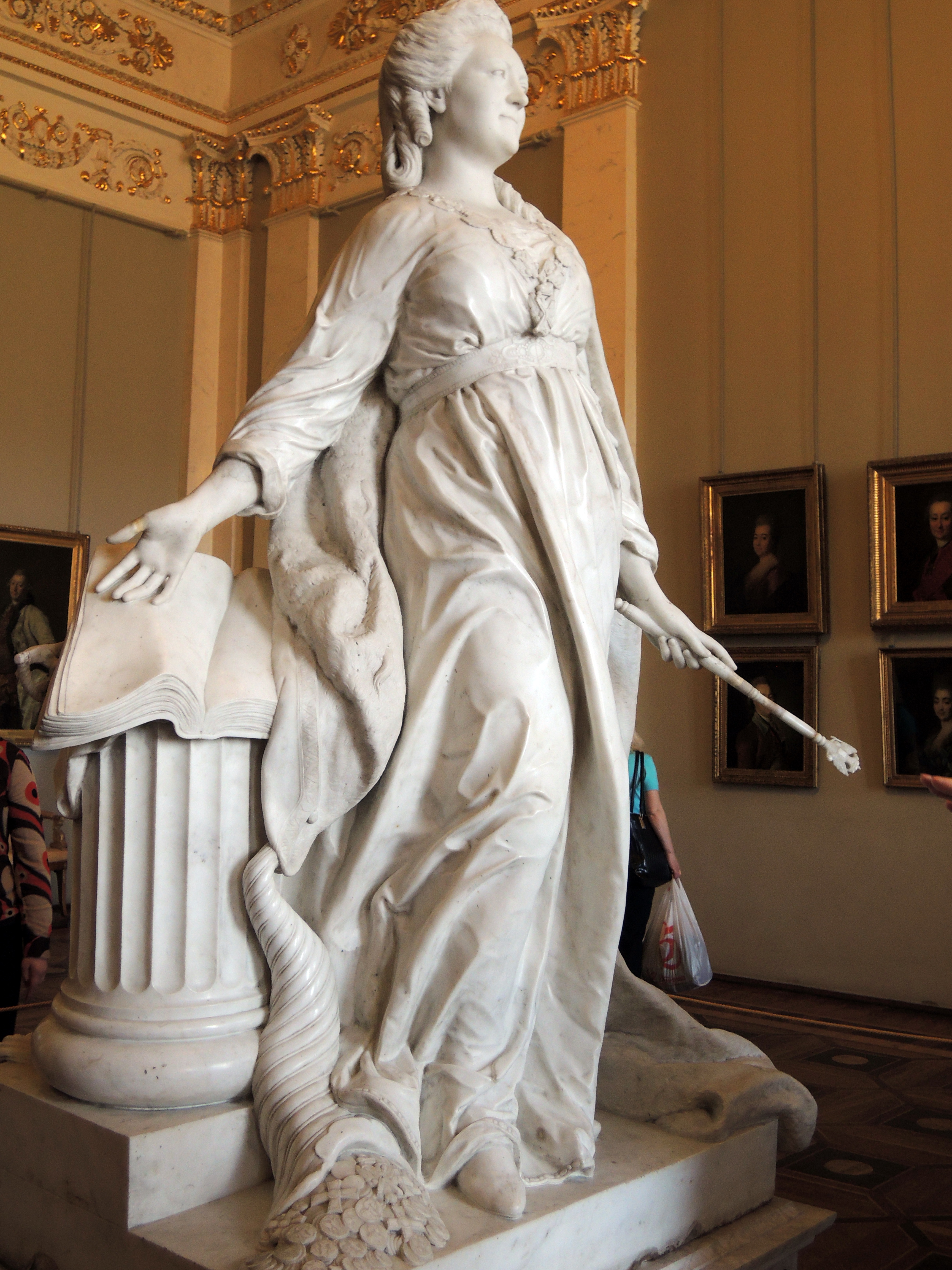
Скульптура «Екатерина II — законодательница» (1790). ГРМ
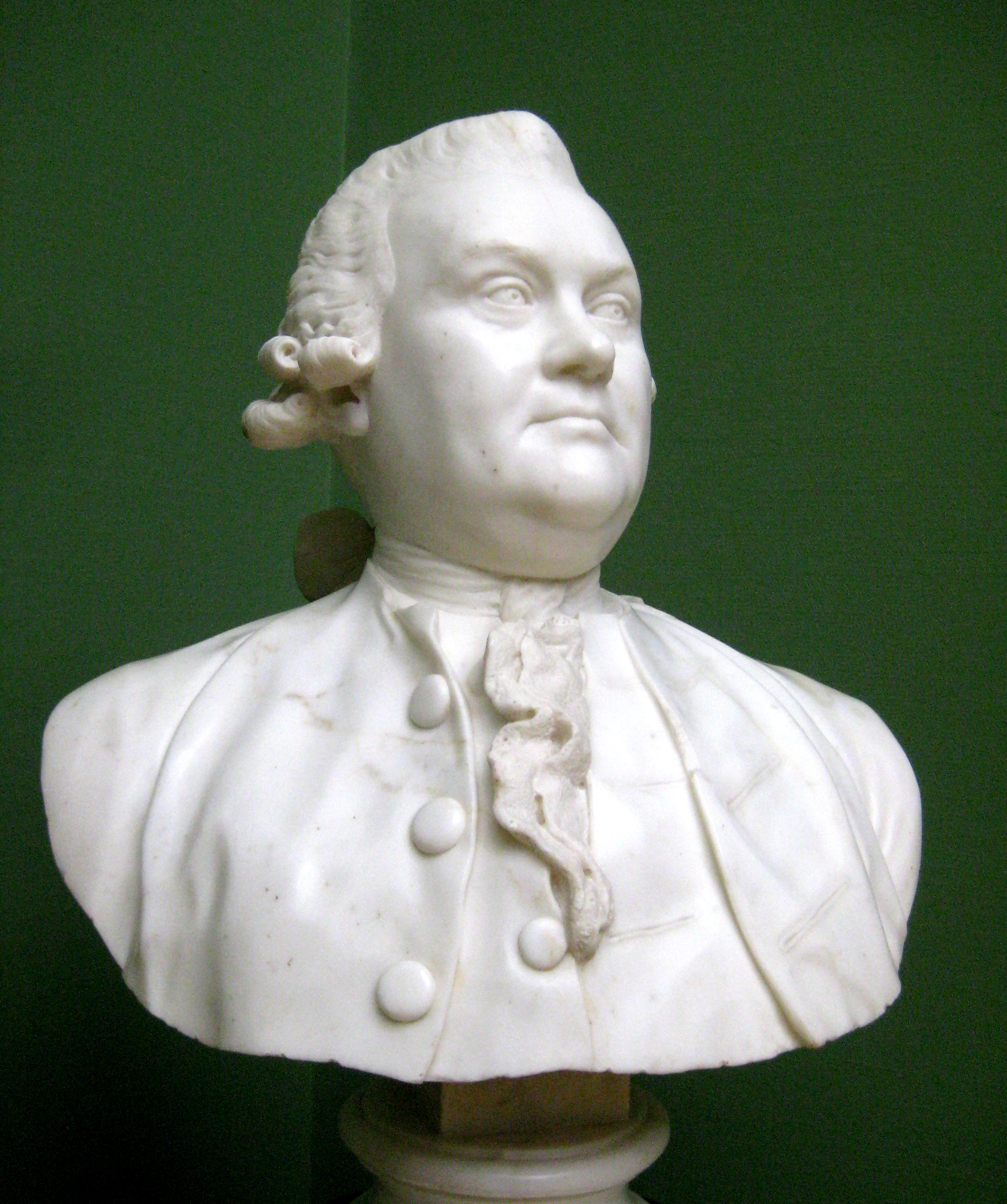
Бюст И. С. Барышникова (1778). ГТГ
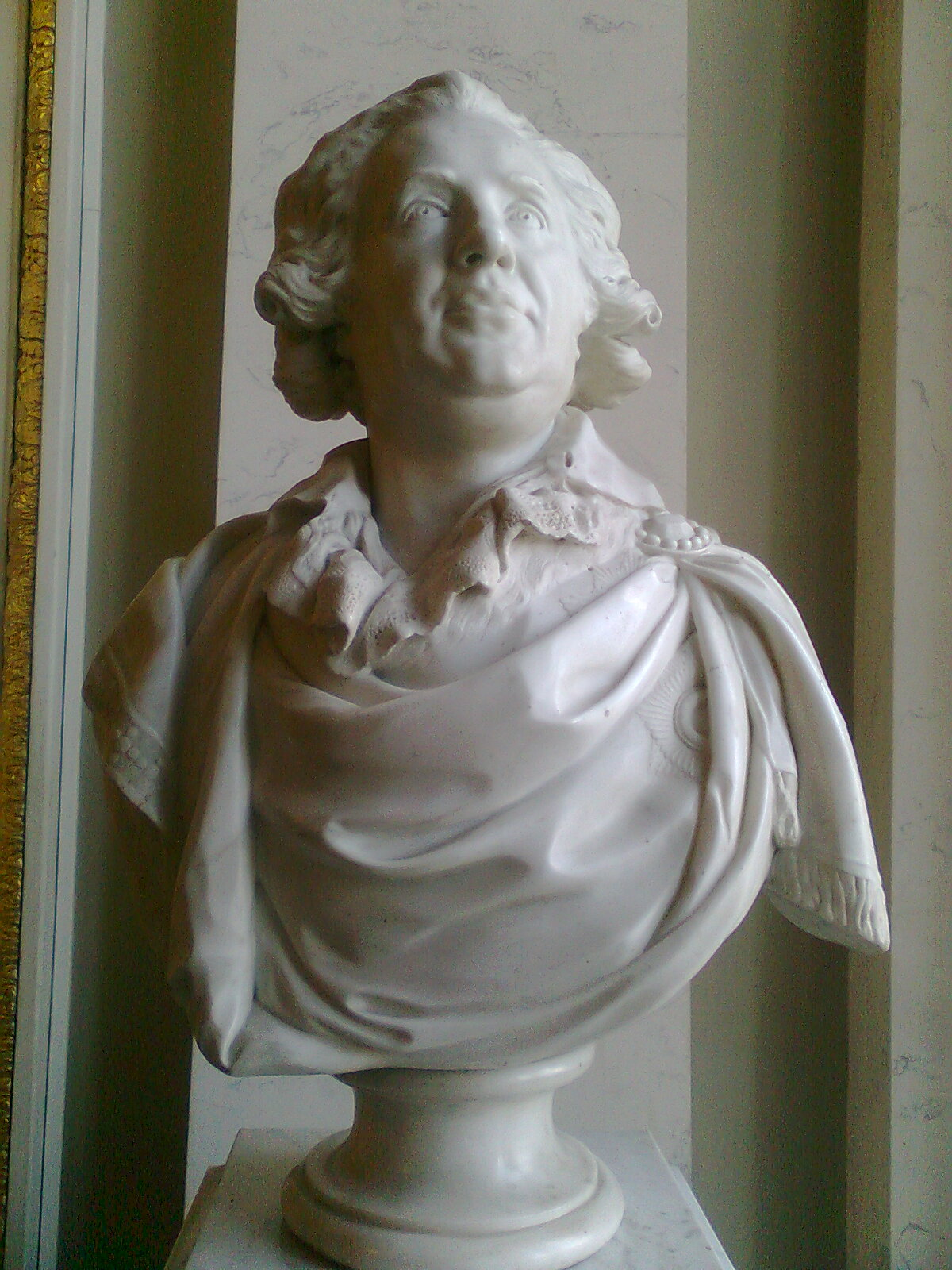
Бюст А. А. Безбородко (около 1798). ГРМ
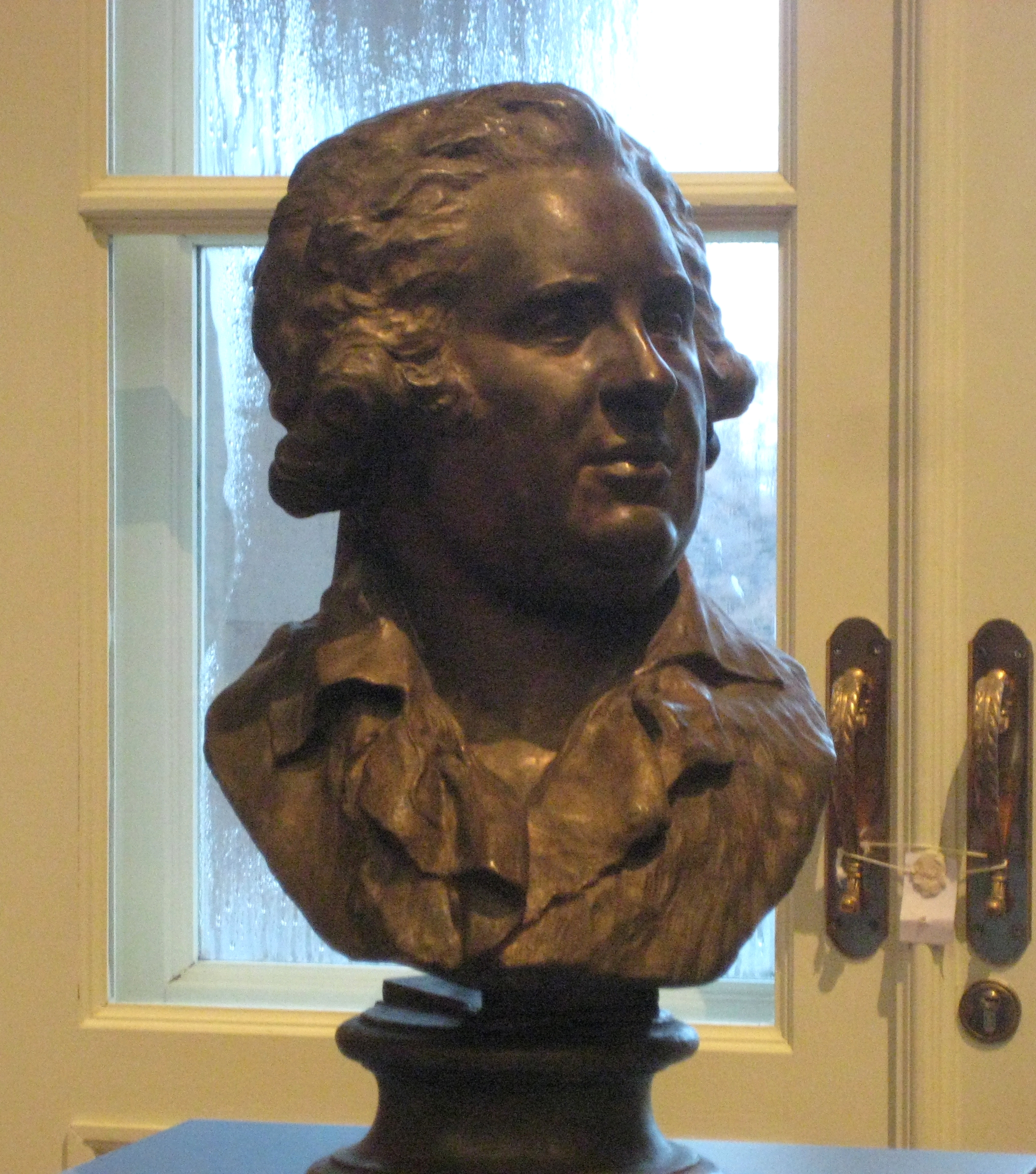
Бюст А. А. Безбородко
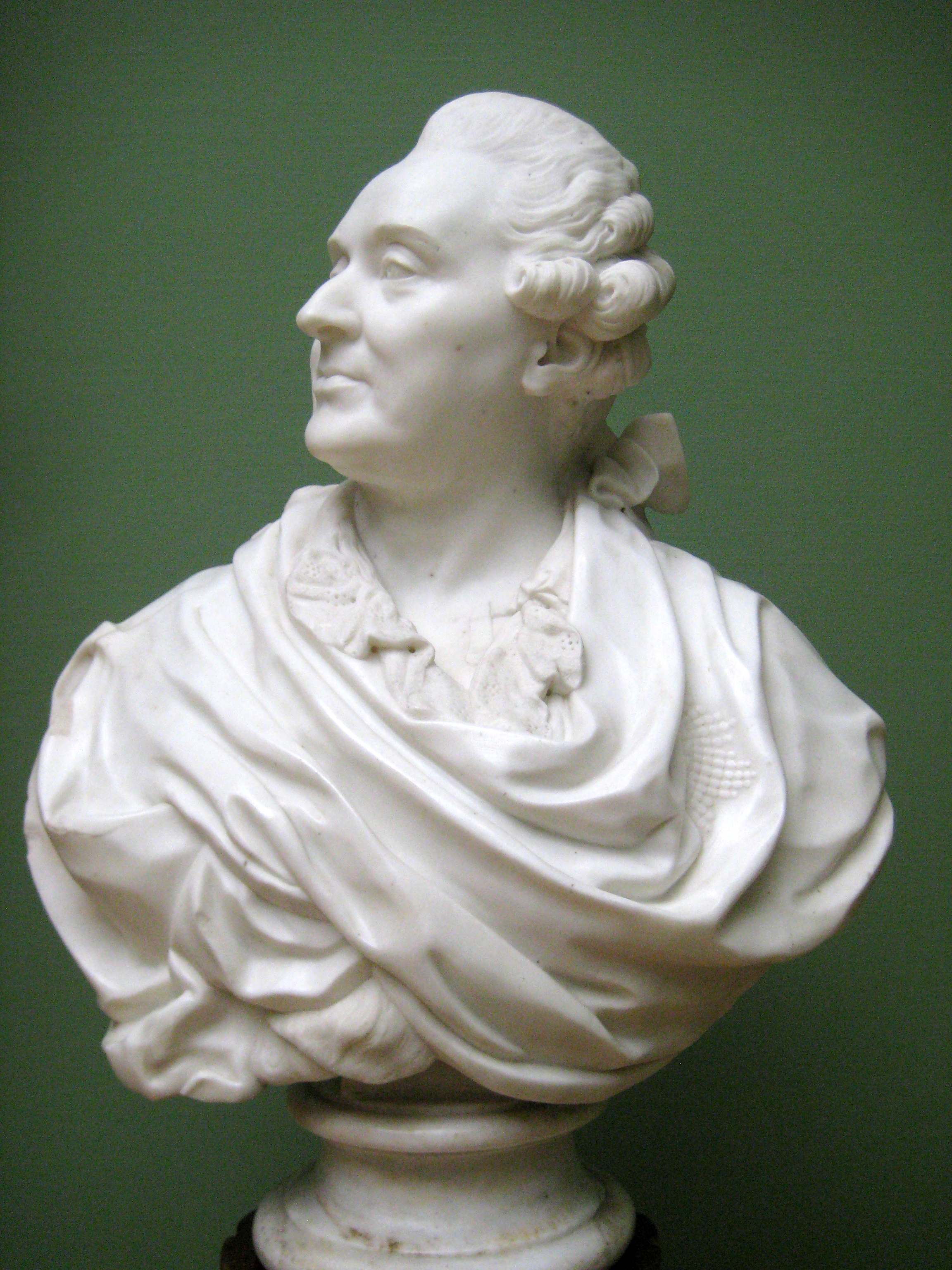
Бюст А. М. Голицына (1773). ГТГ
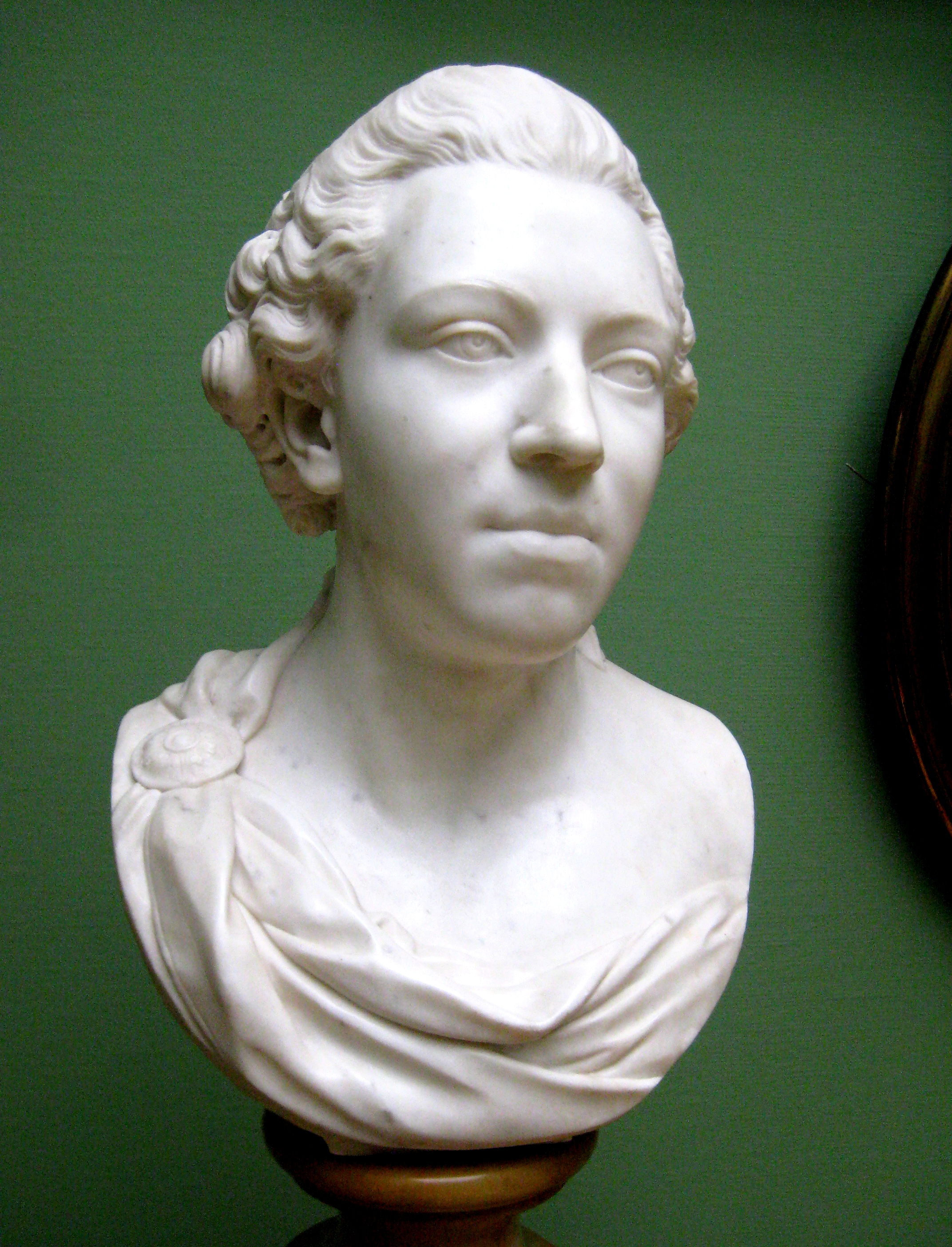
Бюст князя Ф. Н. Голицына (1771). ГТГ
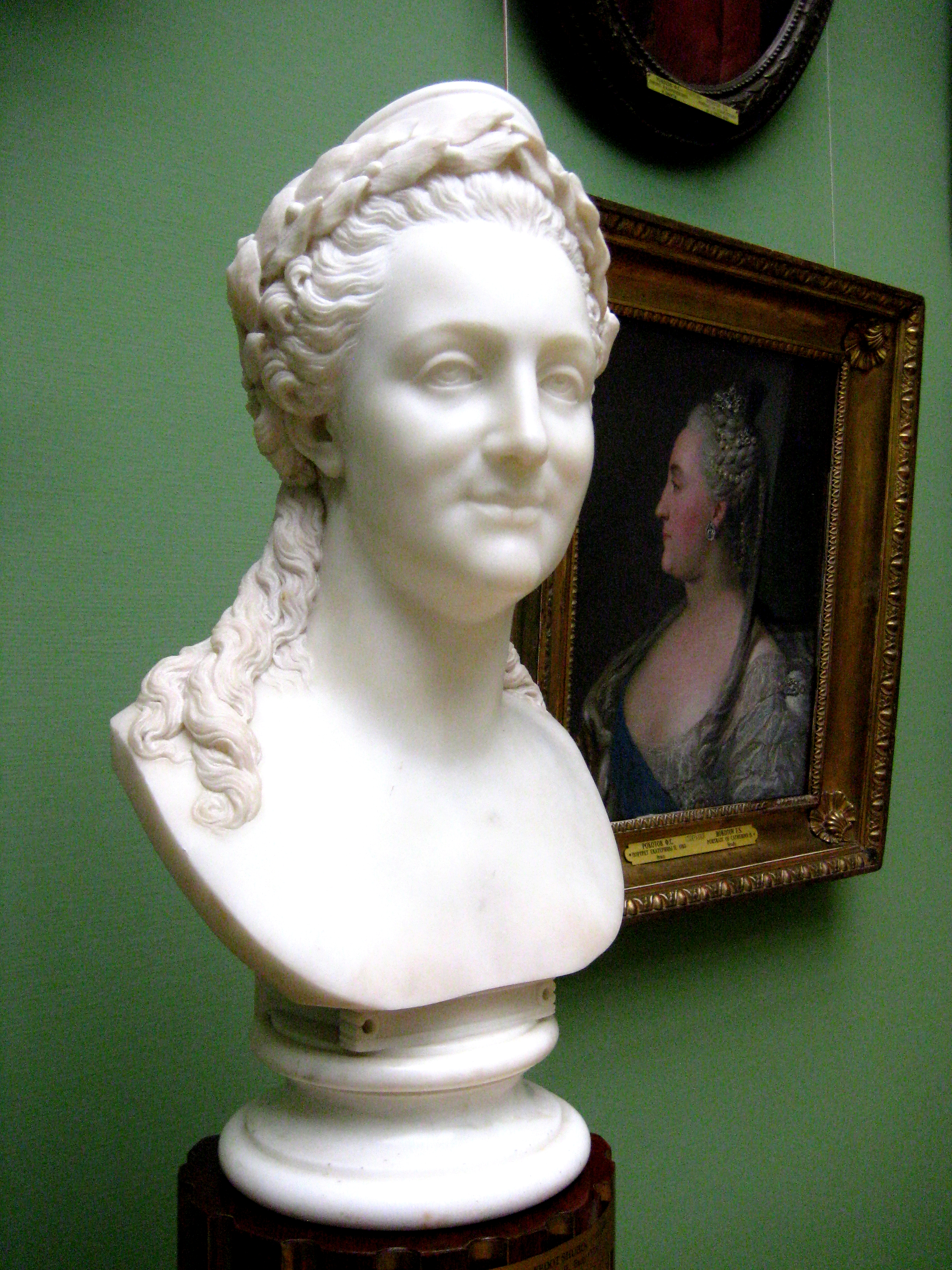
Бюст Екатерины II (начало 1770-х). ГТГ
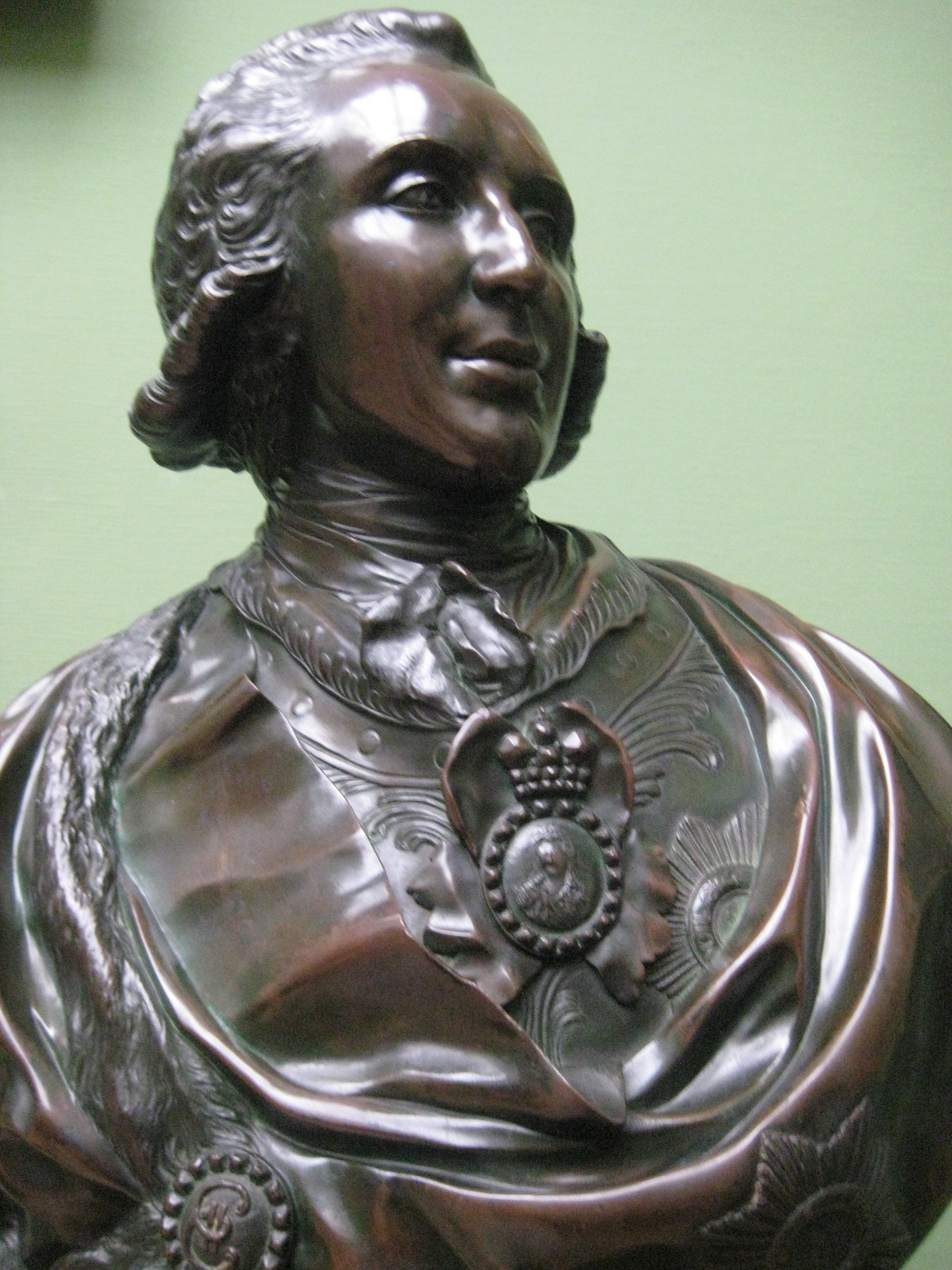
Бюст Платона Зубова (1795). ГТГ
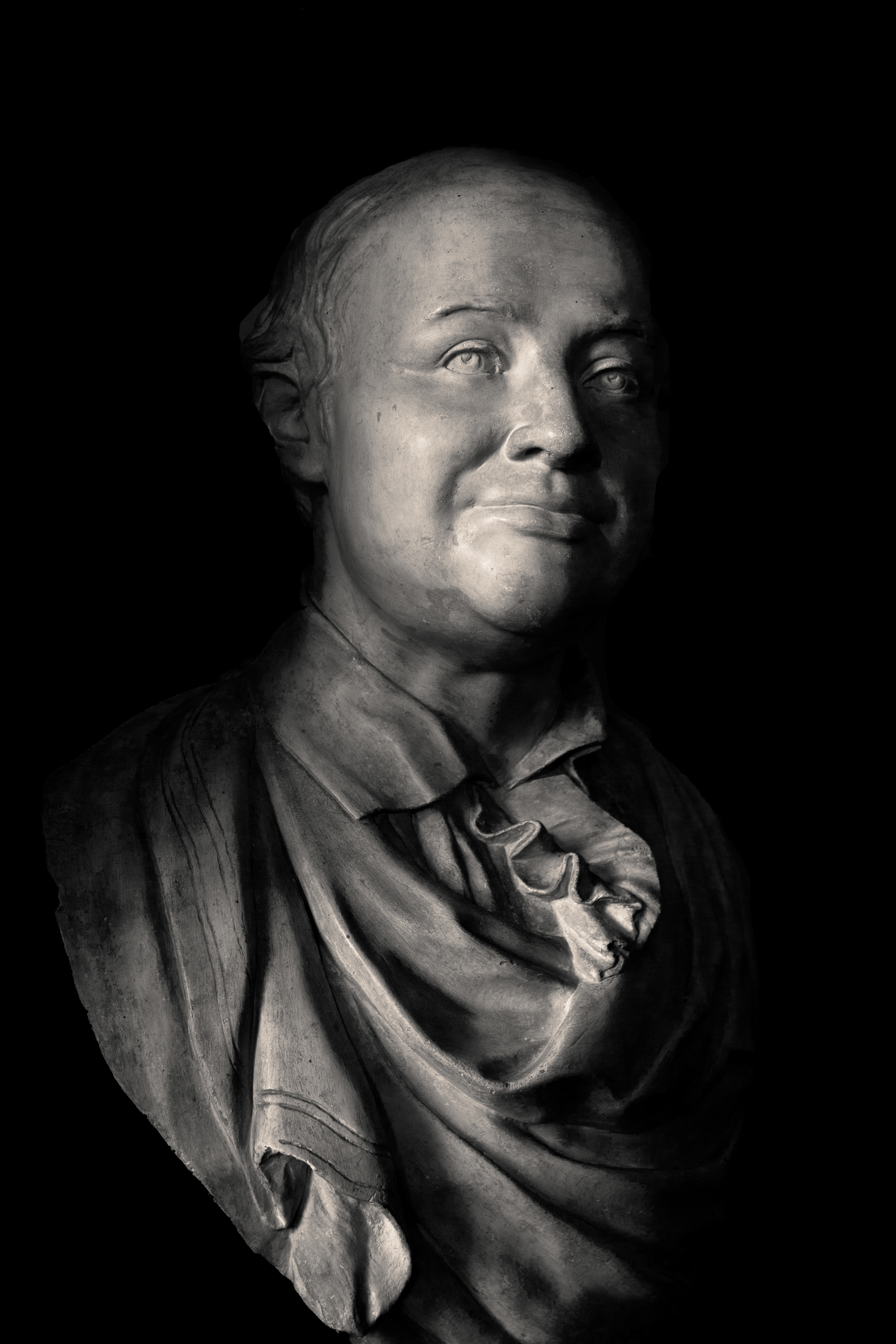
Портрет М. В. Ломоносова. Гипс. До 1793 года. ГРМ
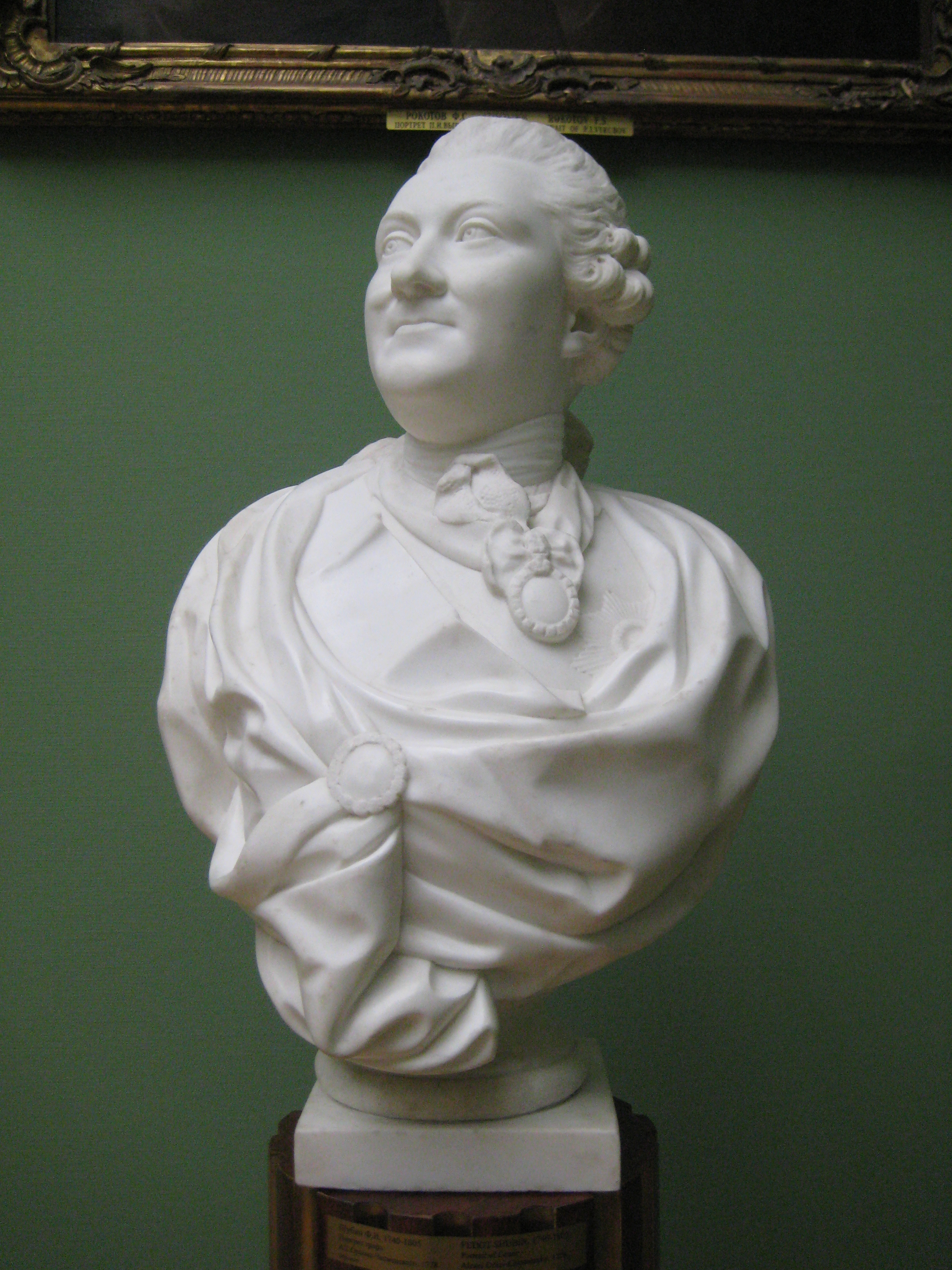
Бюст Алексея Орлова-Чесменского (1778). ГТГ
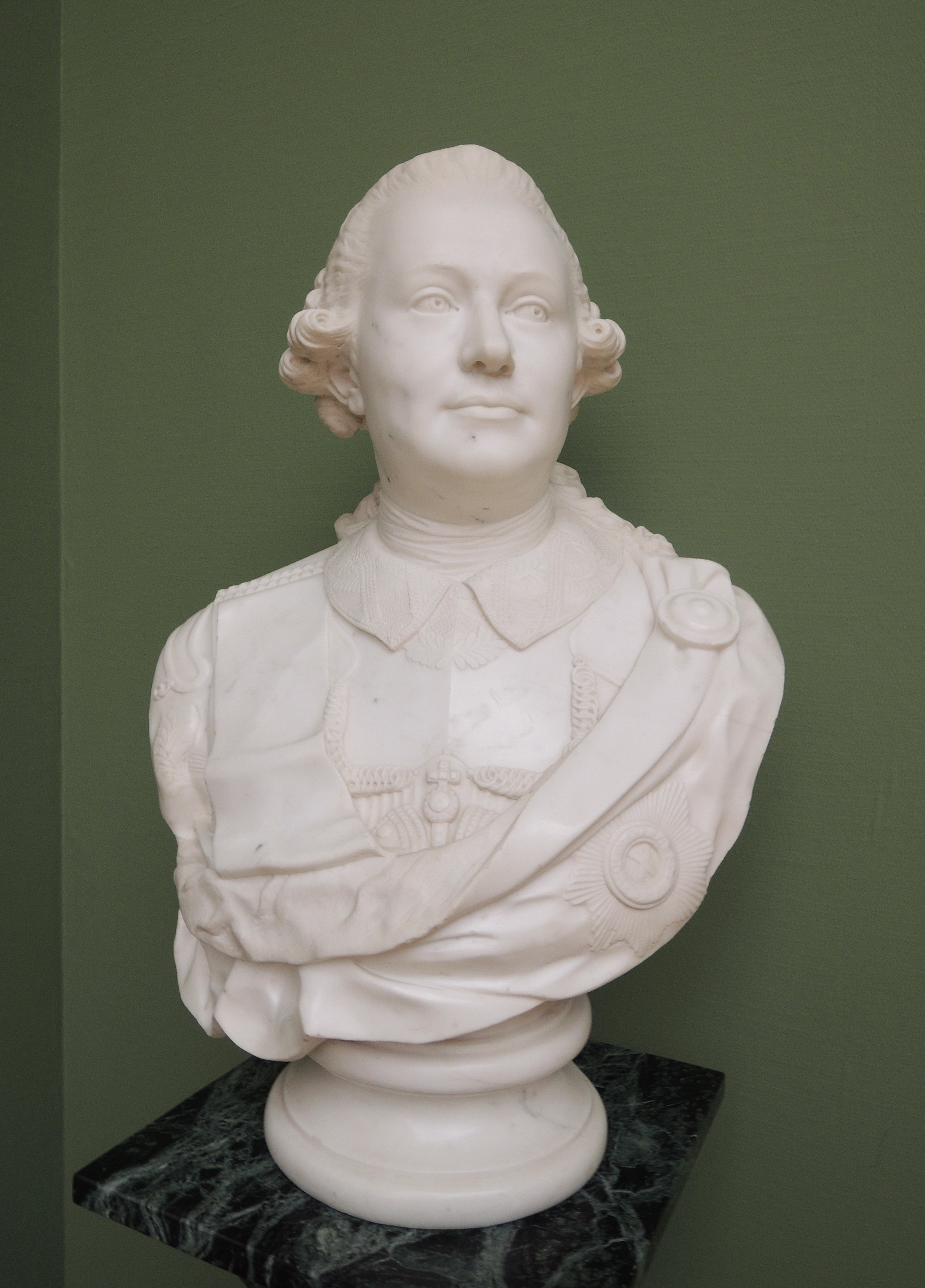
Бюст Григория Орлова (1782). ГТГ
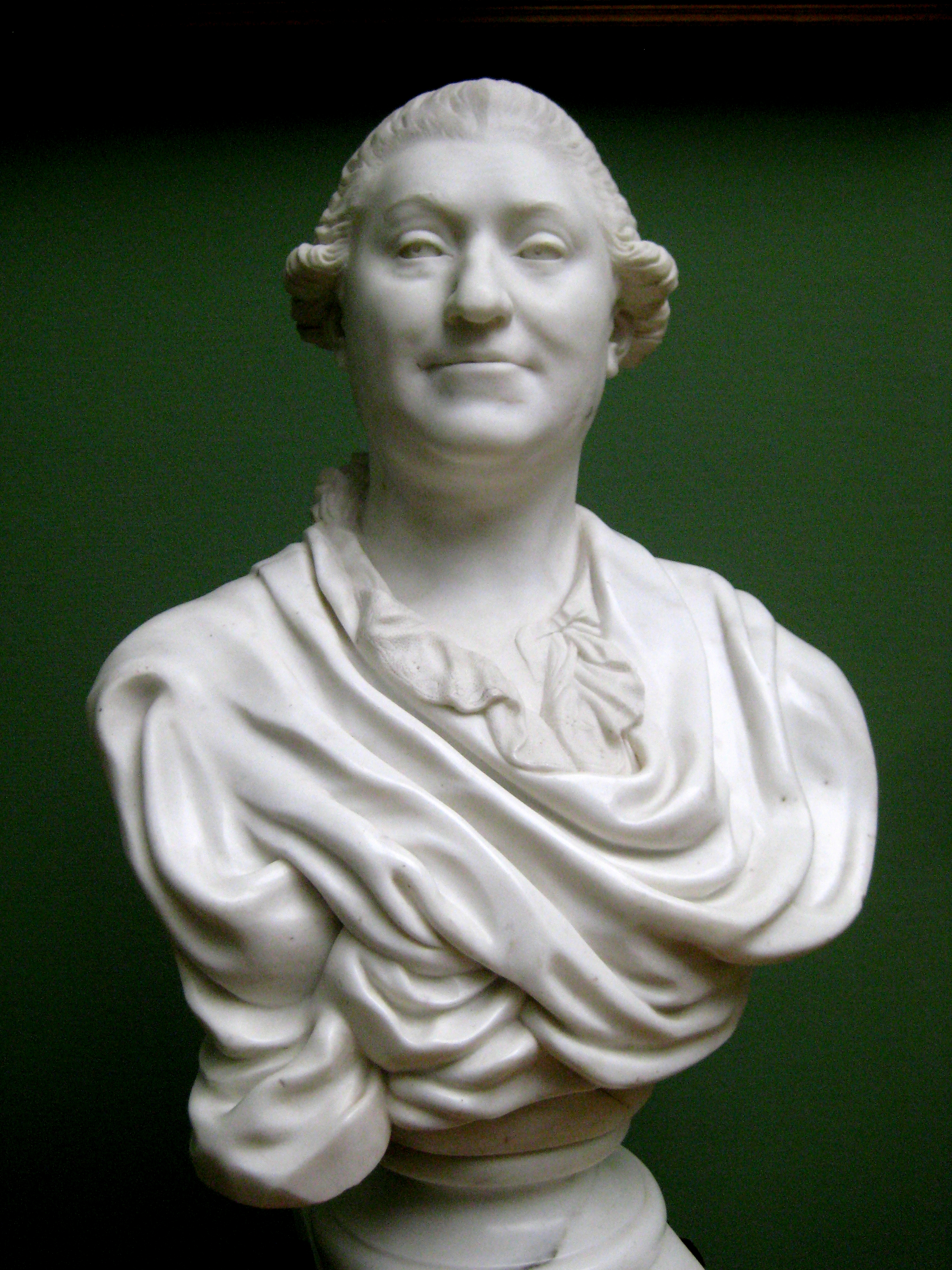
Бюст Ивана Орлова (1778). ГТГ
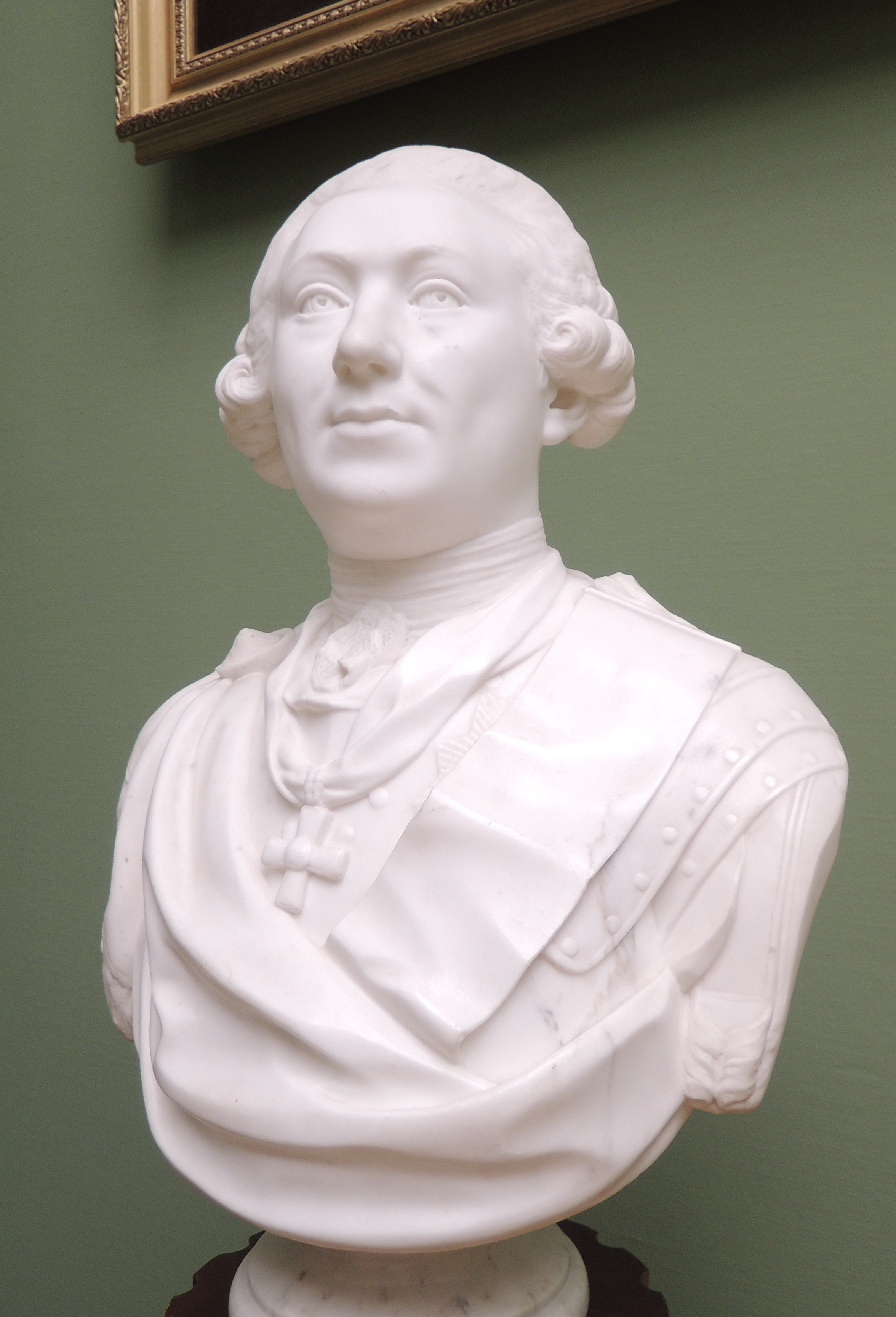
Бюст Фёдора Орлова (1778). ГТГ
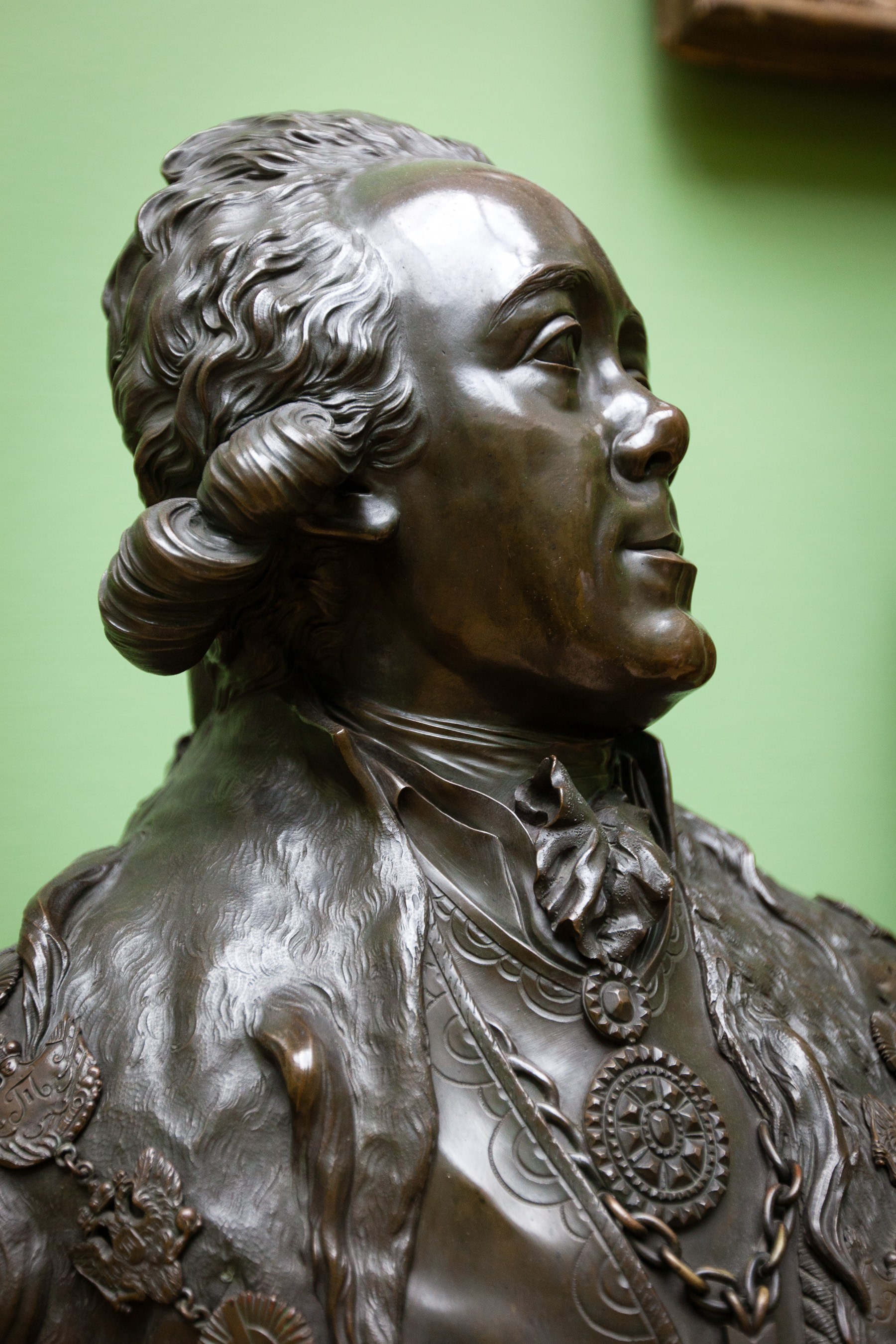
Бюст Павла I (1798). ГТГ
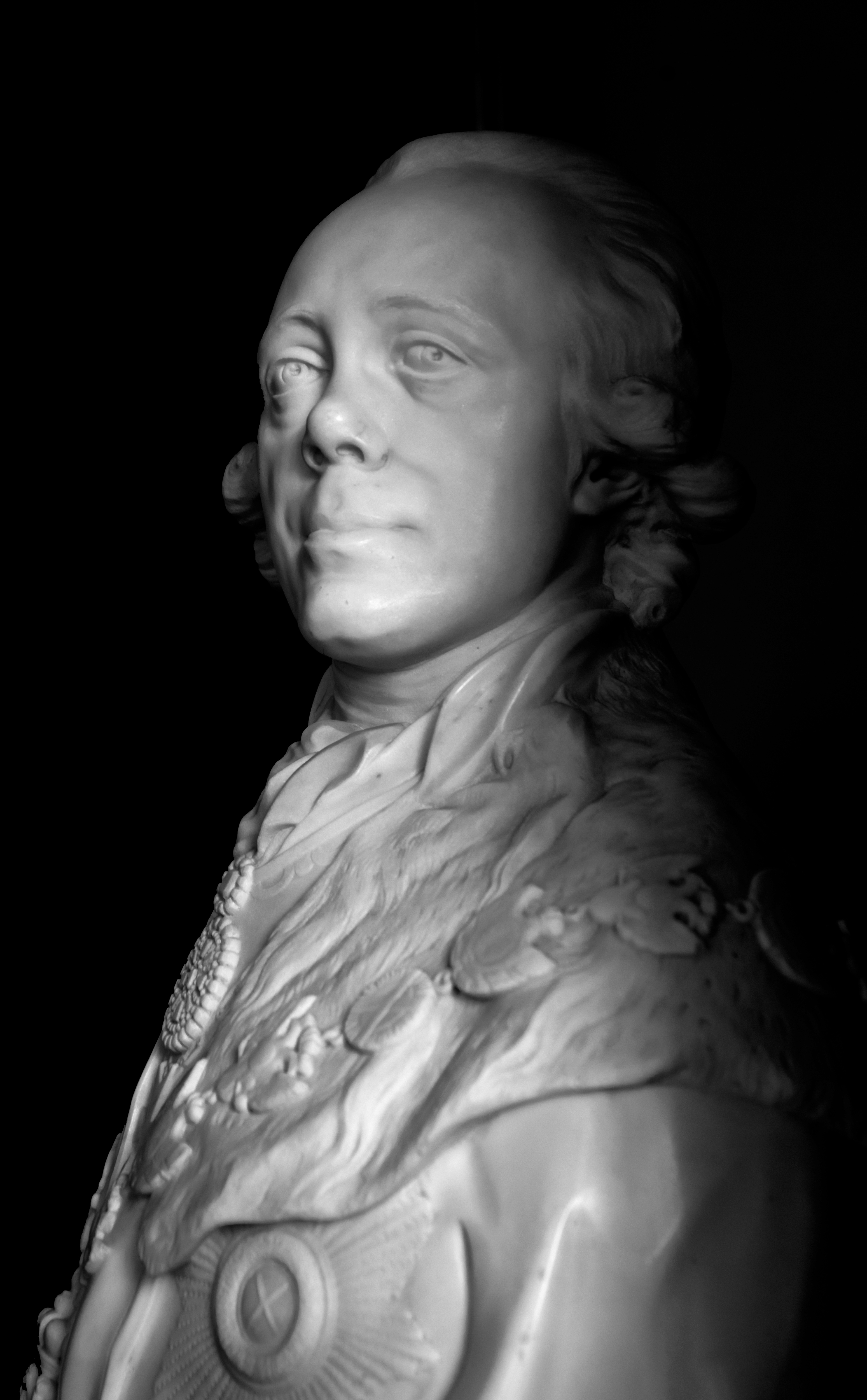
Портрет Павла I. Мрамор. 1800 год. ГРМ
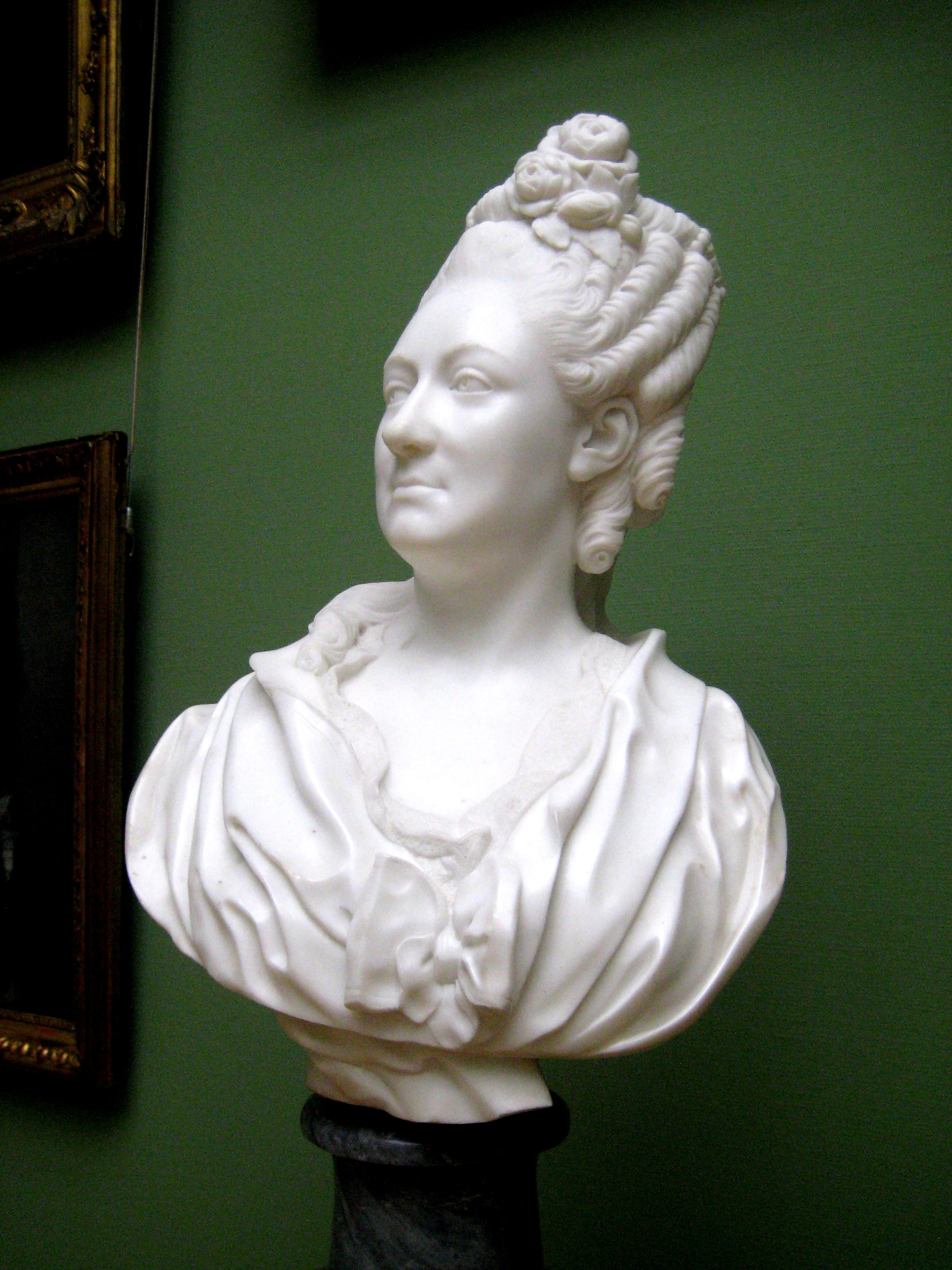
Бюст графини Марии Паниной (середина 1770-х). ГТГ
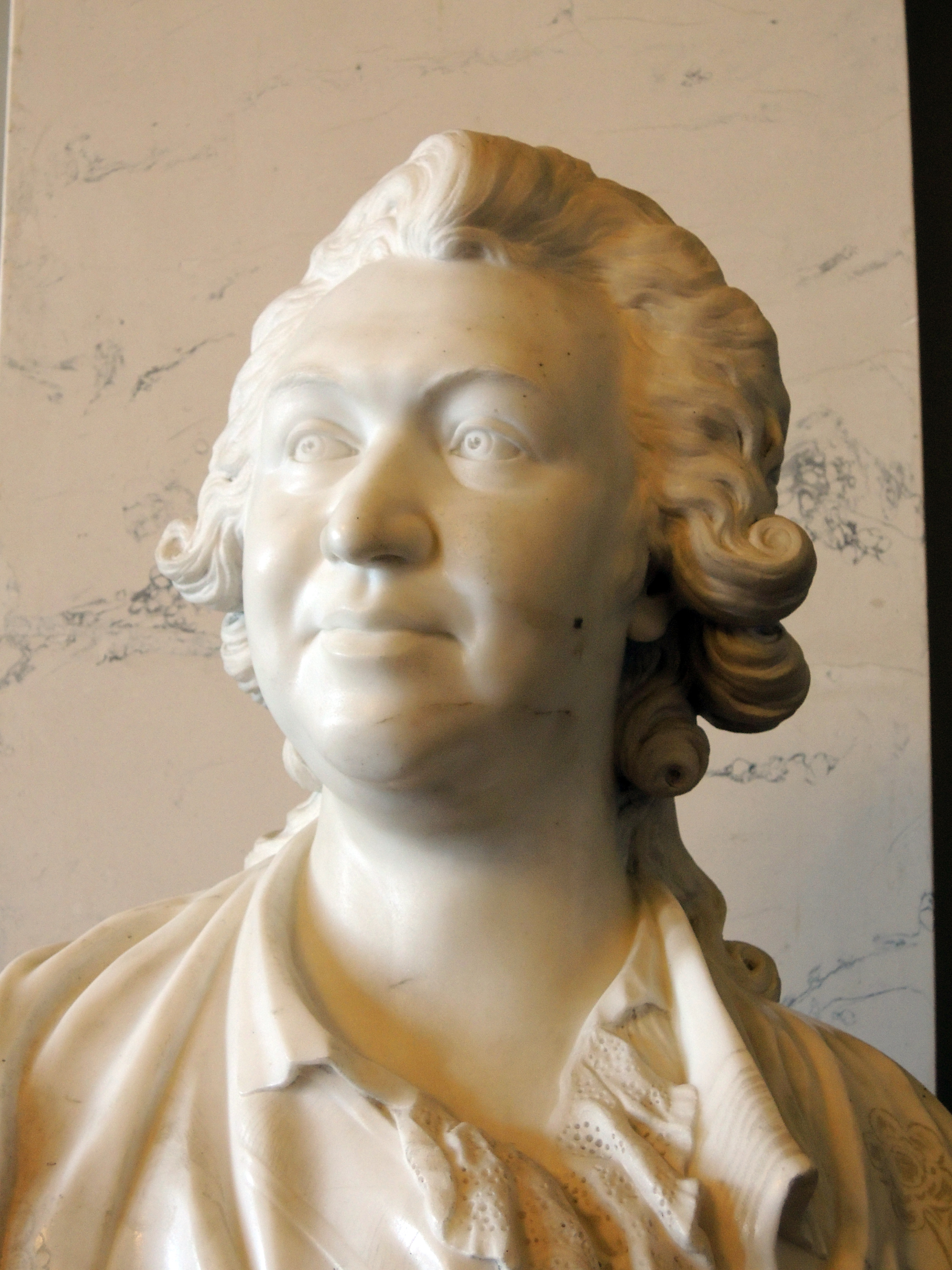
Бюст Григория Потёмкина (1791). ГРМ
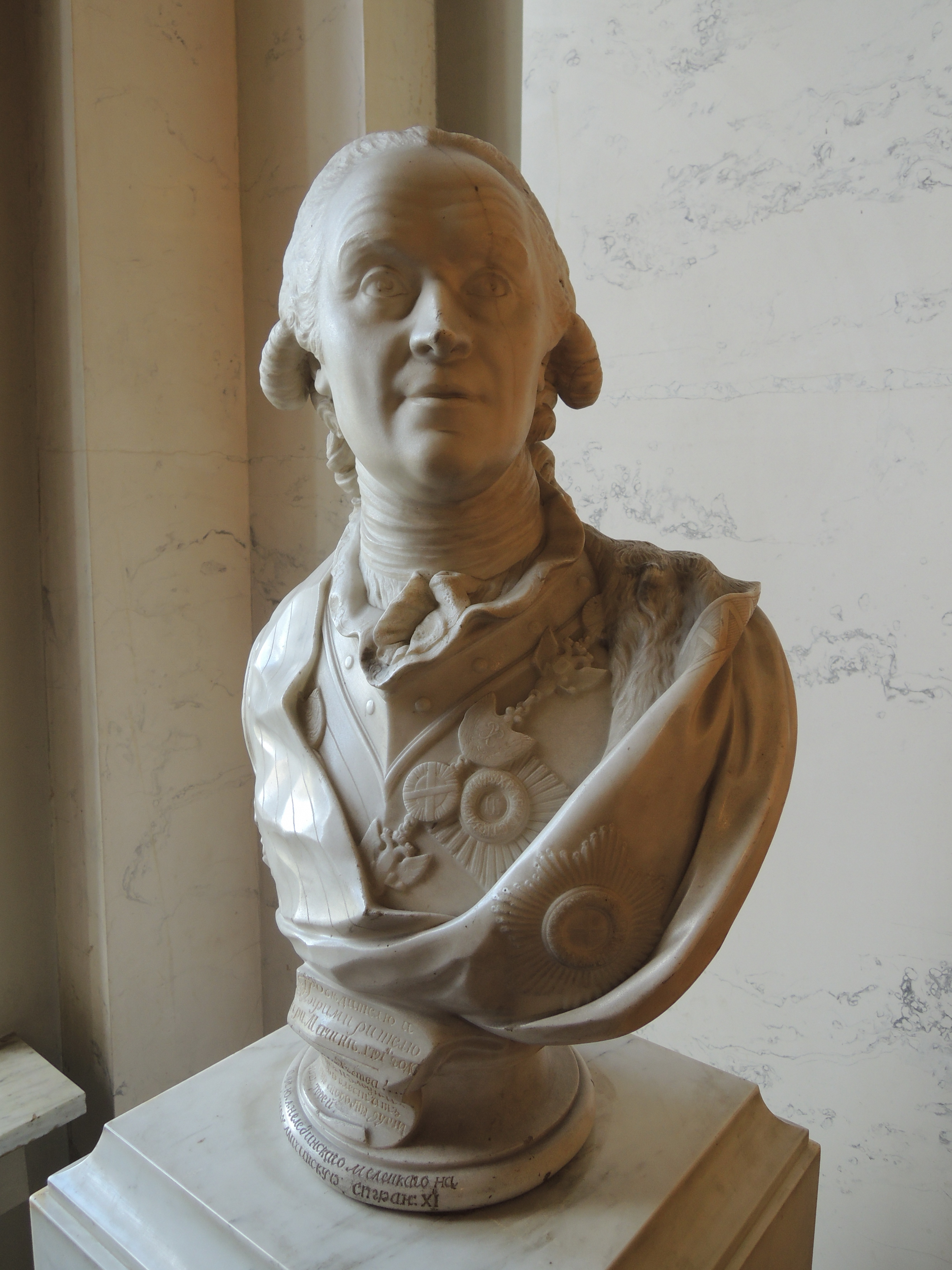
Бюст Николая Васильевича Репнина (1791). ГРМ
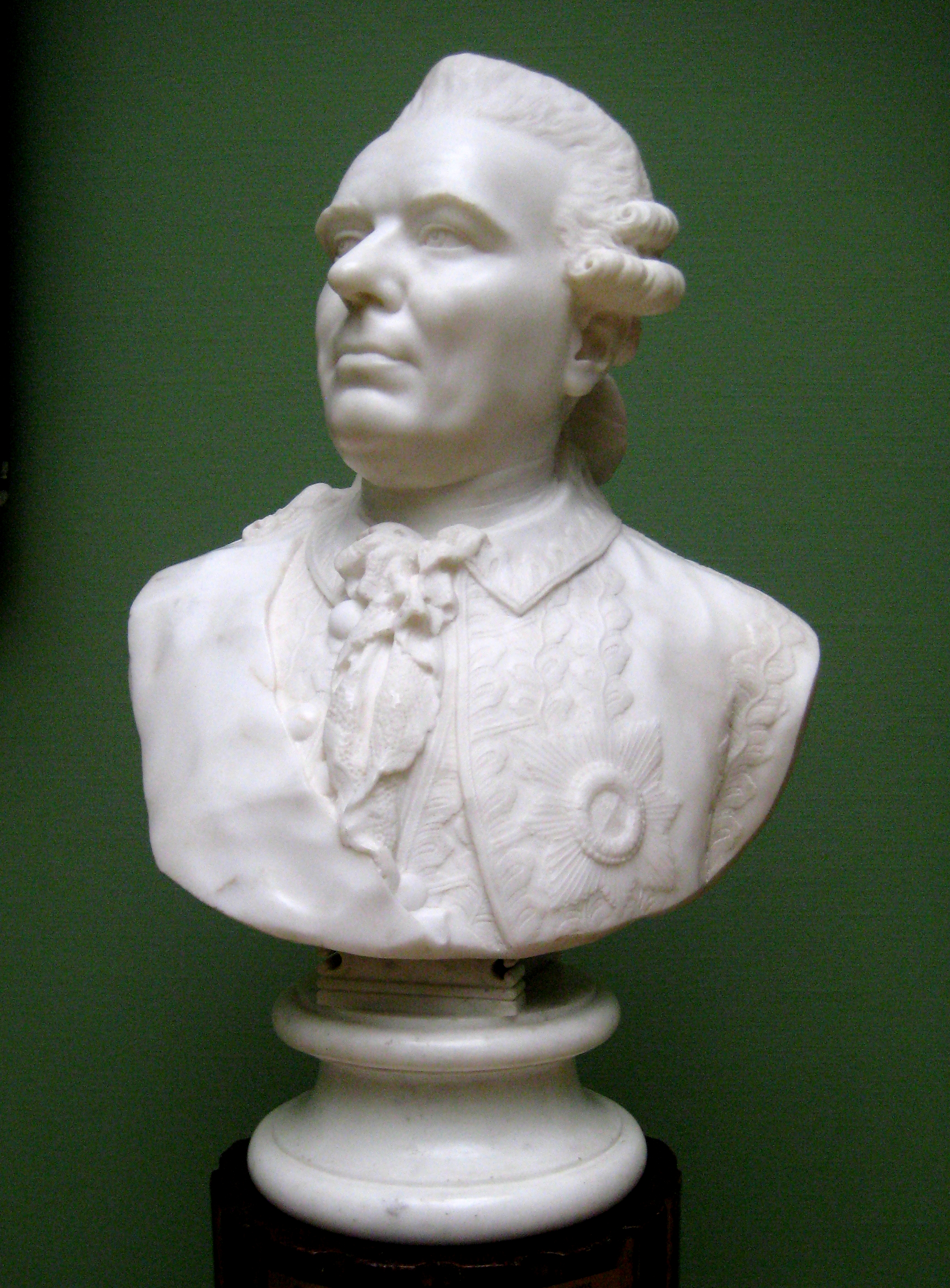
Бюст Захара Чернышёва (1774). ГТГ
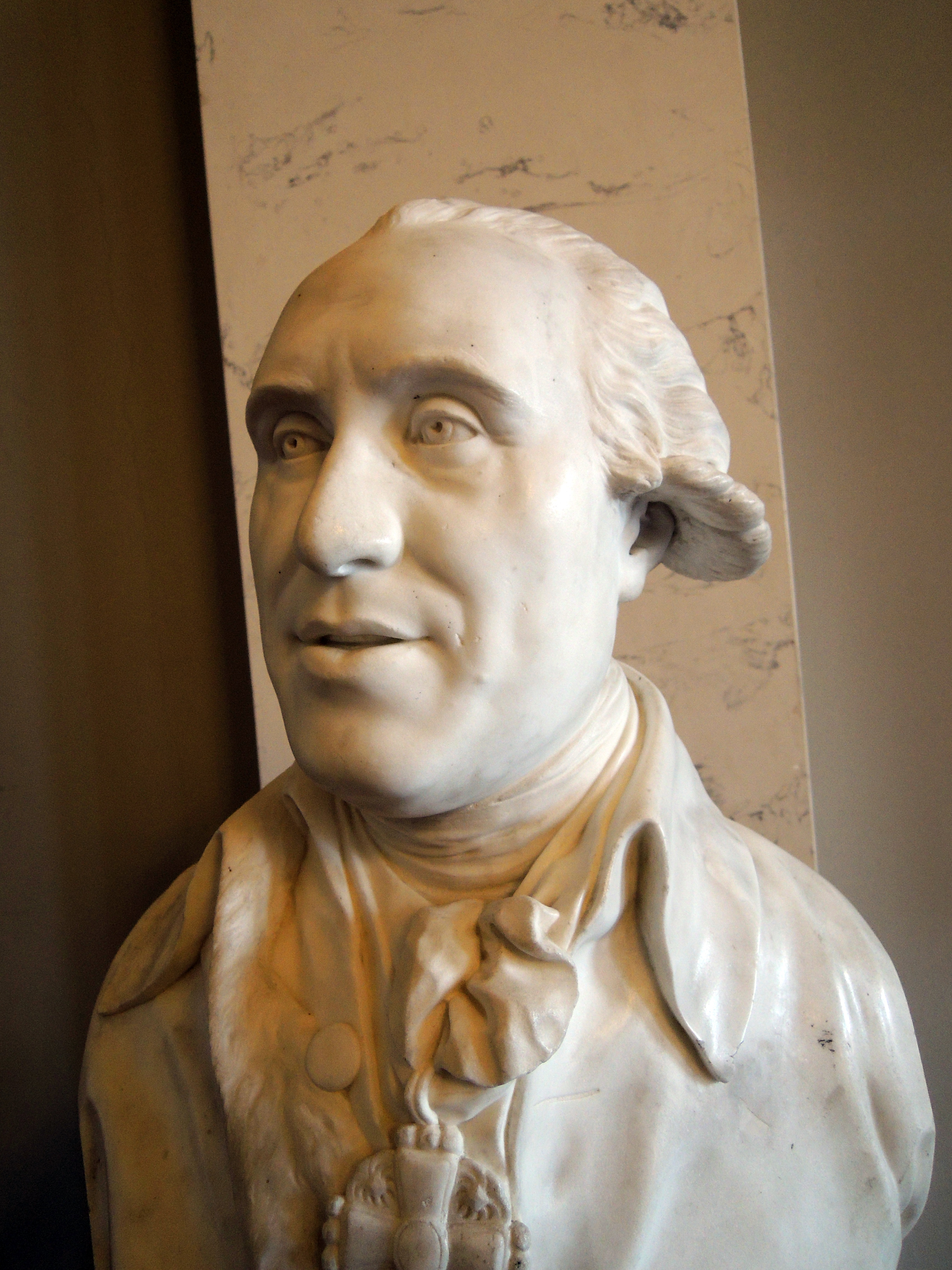
Бюст Е. М. Чулкова (1792). ГРМ

## Члены семьи
6 ноября 1774 года в соборе Святого Апостола Андрея Первозванного, что на Васильевском острове, «Академии художеств академик отрок Федот Иванов Шубин» был обвенчан «оной же Академии комиссара Филиппа Коринова с дочерью его девицей Верою»; поручителем выступал знаменитый архитектор Иван Егорович Старов.
26 сентября 1783 года восприемницей одной из дочерей Ф. И. Шубина Елизаветы, родившейся 18 сентября, в той же Андреевской церкви была «Ея Императорское Величество Государыня Екатерина Алексеевна».

## Память
- Надгробие Шубина входит в Перечень объектов исторического и культурного наследия федерального (общероссийского) значения, находящихся в г. Санкт-Петербурге (утв. постановлением Правительства РФ от 10 июля 2001 г. № 527).
- В 1955 году была выпущена почтовая марка СССР, посвященная Шубину.
- В Михайловском саду установлен памятник Ф. И. Шубину (скульптор Виктор Александрович Синайский). При реконструкции сада демонтирован, в настоящее время находится во внутреннем дворе Нового выставочного зала Музея городской скульптуры.
- Именем Федота Шубина названа улица в Архангельске.

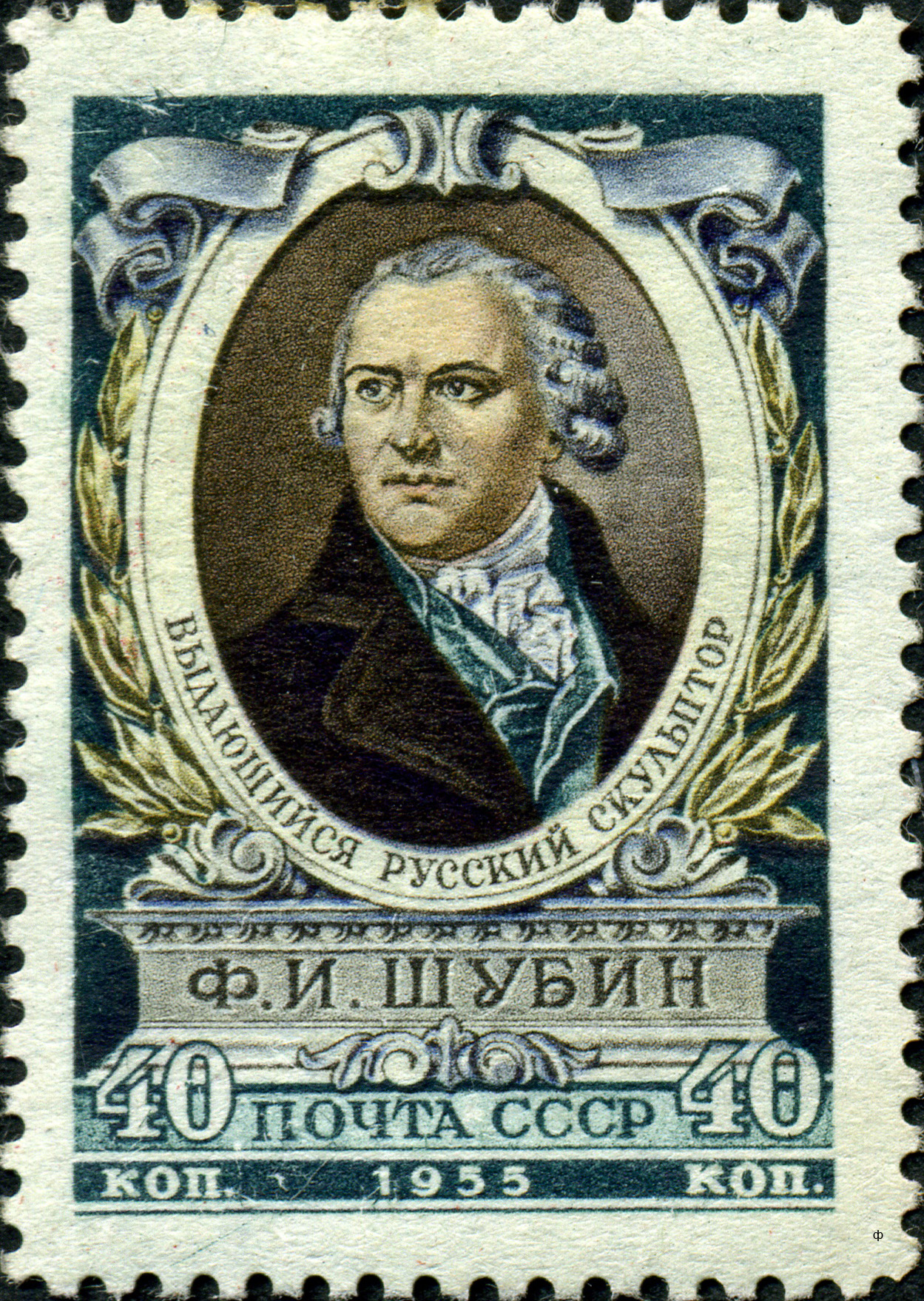
Почтовая марка, 1955 год
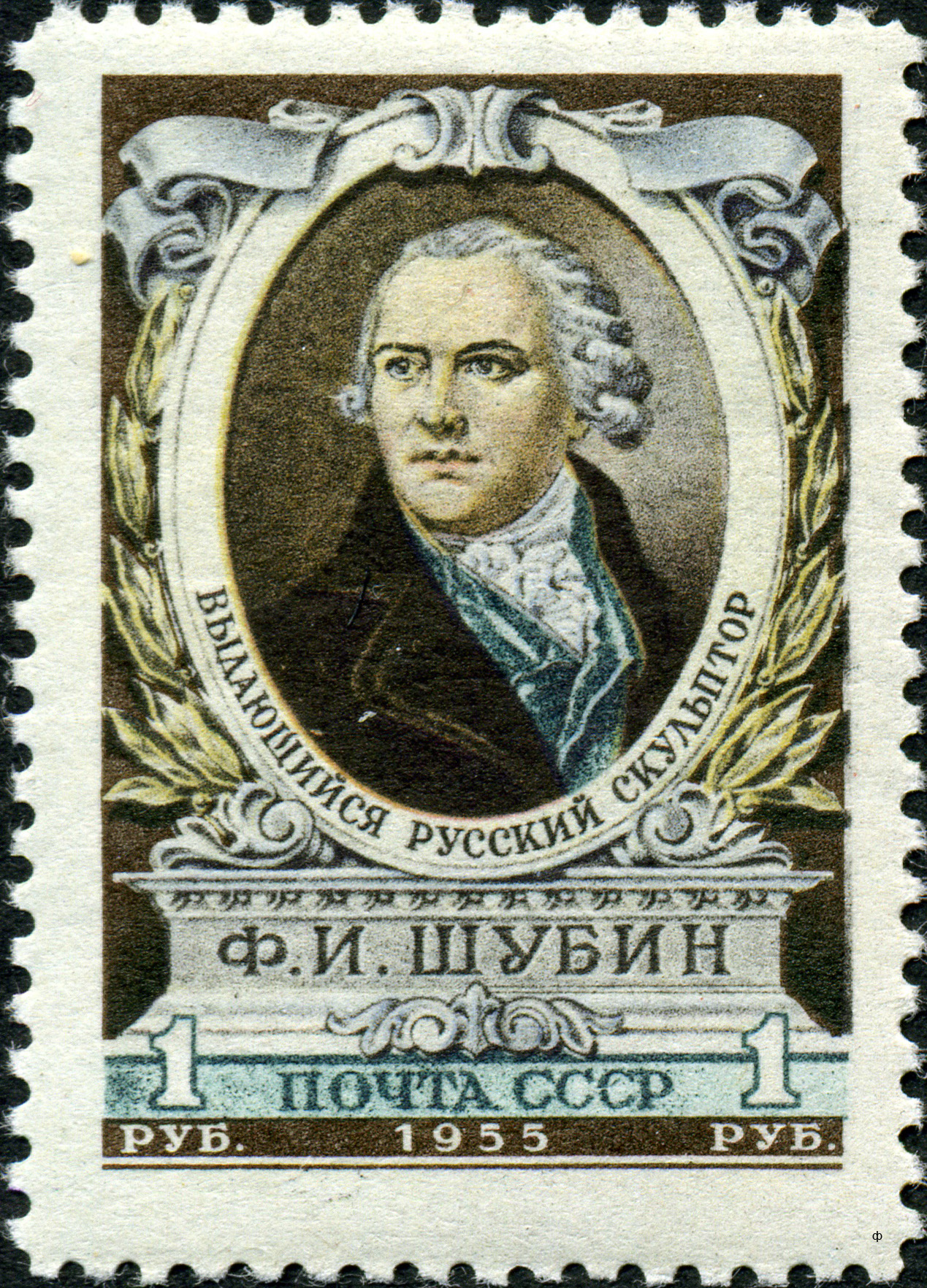
Почтовая марка, 1955 год
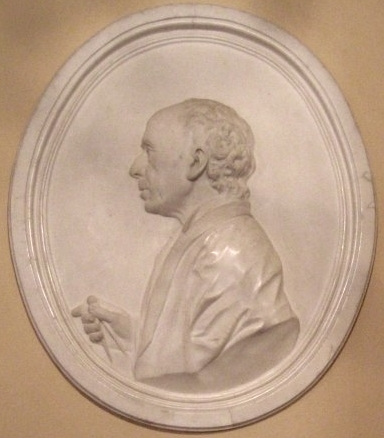
Антонио Ринальди. Барельефный портрет Федота Шубина в Проходной Ринальди Большого Гатчинского дворца